# 醸造酒
醸造酒（じょうぞうしゅ）とは、原料を酵母によりアルコール発酵させて作られた酒。蒸留などの作業を経ずに、基本的にアルコール発酵させたままの状態で飲まれるものをいう。酒の製造方法で、醸造酒・蒸留酒・混成酒に分類したときのひとつ。
一般に、蒸留酒に比べアルコール度数（アルコール分）は低い。これは、アルコール発酵を行う微生物が、自らが作り出したアルコールによって活動を阻害されてしまうことに由来する。
醸造酒は、大きく分けて、単発酵酒と複発酵酒に分けられる。さらに複発酵酒は、単行複発酵酒と並行複発酵酒に分けられる。

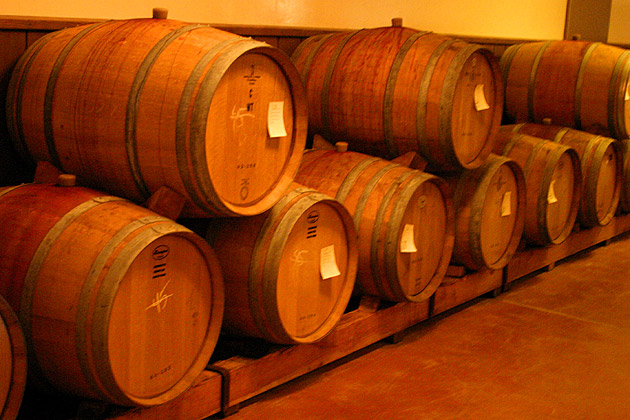
樽で熟成されているワイン

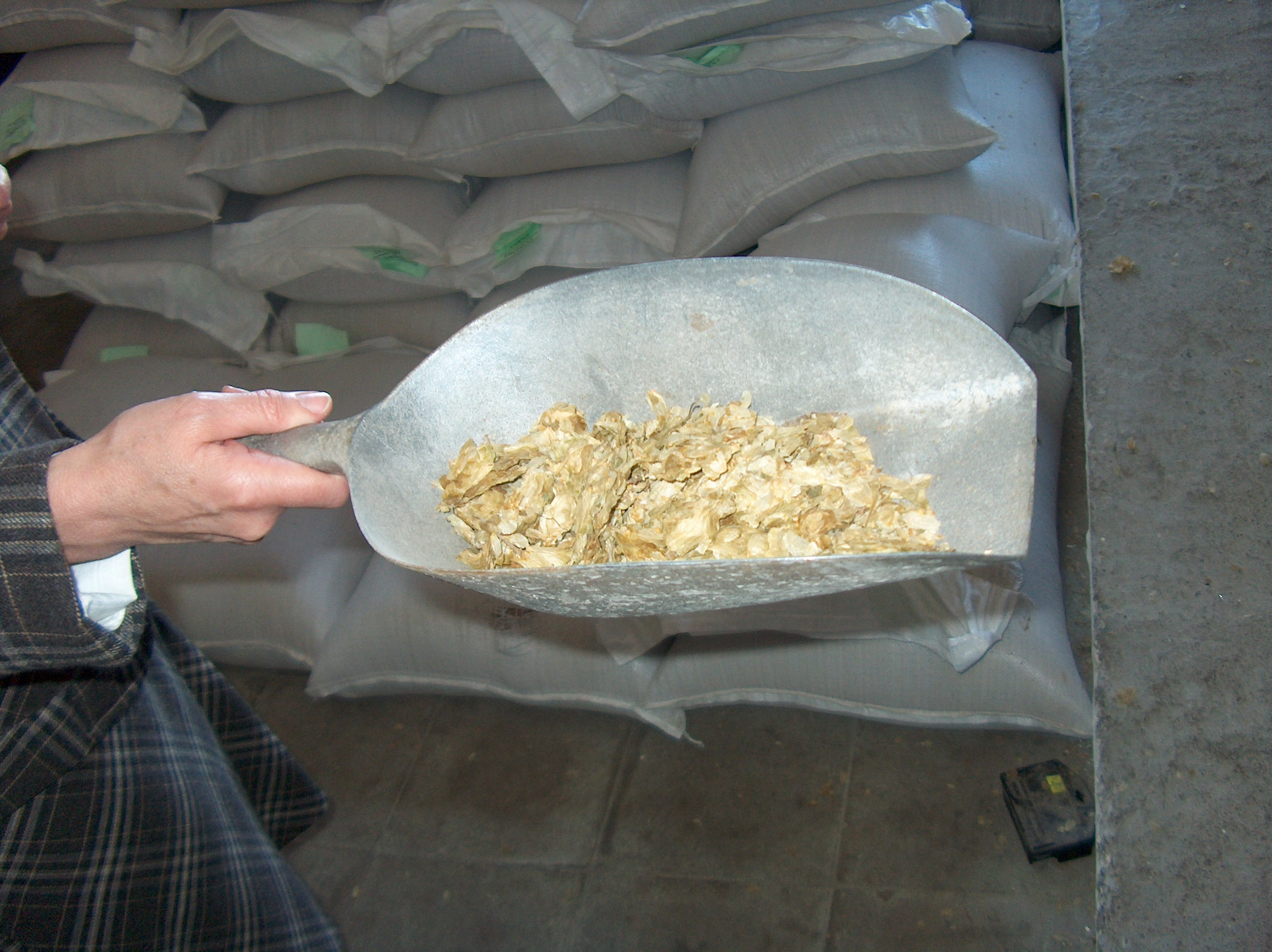
ビールの原料ホップ

## 単発酵酒
原料が糖分を多く含む場合、酵母さえあればそのままアルコール発酵させることができる。この種の酒を単発酵酒という。糖分を含む果実などを原料にした酒、例えばワイン（ブドウ酒）やシードル（リンゴ酒）、馬乳酒などがこれに含まれる。

## 複発酵酒
これに対し、原料がコメ、麦などの穀類の場合、原料の穀物等のデンプンをまず糖に変え、その後にアルコール発酵させることになる。糊化（アルファ化）したデンプンをコウジカビなどによって糖化する場合と、穀物を発芽させて（麦芽に変えて）デンプンを糖化する場合の2種類がある。この、糖化とアルコール発酵の2つの工程により作られる酒を複発酵酒という。ビールや日本酒などがこれに含まれる。

### 単行複発酵酒
デンプンを糖化した工程の後に発酵を行って作られる複発酵酒。ビールなどがこれに該当する。

### 並行複発酵酒
デンプンの糖化とアルコール発酵の2つの工程を同時進行させて作られる複発酵酒。日本酒がこれに該当する。